# КК Далвин
КК Далвин је кошаркашки клуб из Сплита.

## О клубу
Надимак клуба је "винари". Далвин је скраћеница од Далмацијавино, компаније која је била дугогодишњи покровитељ овог клуба.
Најлепше тренутке клуб је имао крајем 70-их када се пласирао у прву лигу Југославије. У првој лиги играо је само једну сезону и постигао само једну победу - у Сплиту против скопског Работничког.
Иако није освајао титуле, вредан је спомена јер су неки од великих хрватских кошаркаша поникли у њему, неки познатији тренери радили су тамо а неки су се после профилисали као спортски новинари.
Најпознатији играчи који су били играли у "Далвину" су Дино Рађа, Јосип Вранковић и Анте Гргуревић, који су своје прве кораке направили у том клубу.